# Jauer (Panschwitz-Kuckau)

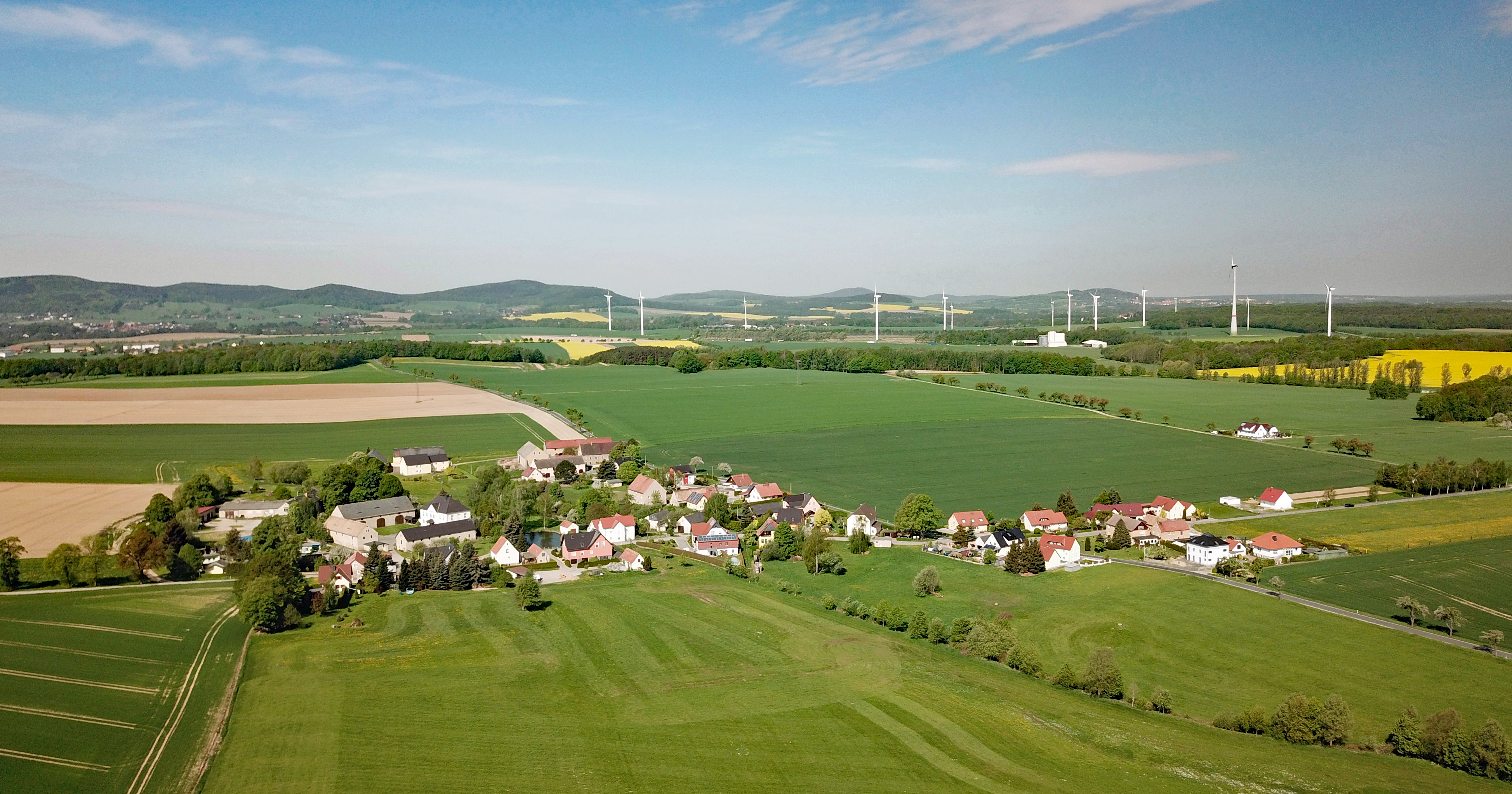
Luftbild

Jauer, obersorbisch Jawora, ist ein Dorf im Zentrum des Landkreises Bautzen in der Oberlausitz und gehört seit 1971 zur Gemeinde Panschwitz-Kuckau. Jauer befindet sich im sorbischen Kernsiedlungsgebiet etwa einen Kilometer westlich von Panschwitz-Kuckau am Jauerwasser. Ein Großteil der Einwohner spricht Sorbisch.
Die Nachbarorte sind Neue Ziegelscheune im Norden, Panschwitz-Kuckau im Osten, Ostro im Süden und Kriepitz im Westen.

## Geschichte
Das Platzdorf wurde erstmals 1304 als Jaur oder Jauwer erwähnt. Die Grundherrschaft lag beim Kloster St. Marienstern, was dazu führte, dass Jauer über die Reformation hinaus katholisch blieb.
Bis zum 1. August 1971 war Jauer eine eigenständige Landgemeinde, dann wurde sie nach Panschwitz-Kuckau eingemeindet.

## Bevölkerung
Gemäß der Statistik von Arnošt Muka waren 1884 von insgesamt 108 Einwohnern 105 Sorben (97 %). Ernst Tschernik ermittelte 1956 noch einen sorbischsprachigen Bevölkerungsanteil von 79 %.
Die großteils katholischen Einwohner sind seit alters nach Crostwitz gepfarrt.